# 발리리아어
발리리아어 (Valyrian languages)는 조지 마틴 (George R. R. Martin)의 판타지 소설인 얼음과 불의 노래 (A Song of Ice and Fire) 시리즈와 텔레비전 각색작인 왕좌의 게임 (Game of Thrones) 및 이후의 하우스 오브 더 드래곤 (House of the Dragon)에 등장하는 가상 어족이다.

소설에는 고 발리리아어(High Valyrian)와 그 후손 언어가 자주 언급되지만 몇 단어 이상으로 발전하지는 않았다. TV 시리즈의 경우 언어 제작자인 데이비드 피터슨 (David J. Peterson)은 소설의 일부를 기반으로 고지 발리리아어와 파생 언어인 Astapori 및 Meereenese Valyrian을 만들었다. 발리리아어와 도트락어 (Dothraki)는 "엘프어 (Elvish) 이후 가장 설득력 있는 허구의 언어"로 묘사되었다.

## 고 발리리아어
고 발리리아어(High Valyrian)

## 저 발리리아어
저 발리리아어(Low Valyrian)

### 노예상인의 만 방언
노예상인의 만(Slaver's Bay, 슬레이버스 베이)의 노예 도시들은 발리리아(Valyria)에 의해 정복되고 합병된 고대 기스카리 제국(Ghiscari Empire)의 땅이다. 따라서 그들은 현지 기스카리 언어를 기반으로 하는 고지 발리리아어의 후손인 관련 언어를 사용한다. 피터슨(Peterson)은 파생 언어의 어휘와 관련하여 "이상한 위치에 'j'가 있으면 아마도 원래 기스카리어일 것이다."라고 언급했다.

## 같이 보기
- 고지 독일어 (High German)
- 저지 독일어 (Low German)
- 듀오링고
- 클링온어
- 에스페란토
- 고전 라틴어
- 민중 라틴어